# Schorstedt
Schorstedt è un quartiere tedesco di 297 abitanti del comune di Bismark, situato nel land della Sassonia-Anhalt.
Fino al 31 dicembre 2009 ha costituito un comune autonomo.